# Julie Estève
Julie Estève, née en 1979 à Paris, est romancière et critique d’art.

## Biographie

### Enfance et formation
Julie Estève naît à Paris en 1979. Sa famille est originaire de Corse et elle passe tous les étés de son enfance à Ocana, près d'Ajaccio. 
Elle est diplômée en droit et en histoire de l’art.

### Carrière
Elle devient journaliste spécialisée en art contemporain. Elle écrit pour des galeristes, des artistes, des revues spécialisées en art et des catalogues d’exposition.
Parallèlement, elle publie son premier roman en 2016 : Moro-sphinx, aux Editions Stock. Il raconte l'histoire de Lola, une jeune femme à la recherche d’aventures  sans lendemain mais qui finit par rencontrer l'amour,. « Dans ce premier roman il y a de la rage, de l'audace littéraire, une langue crue qui taille à la serpe la monotonie du quotidien. Michel Houellebecq n'a pas le monopole du récit de la misère sexuelle et sentimentale contemporaine » écrit la journaliste de Radio France, Florence Leroy.
En 2018 parait son deuxième roman, Simple. Il raconte l'histoire d'Antoine Orsini, considéré comme un marginal dans son village corse. Le 1er janvier 1987, Florence Biancarelli, tout juste 17 ans, est retrouvée morte. Or, Antoine avait une relation ambigüe avec la jeune fille. Le livre est adapté en 2023 par Pascal Demolon qui en fait un seul en scène. 
Son troisième roman, Presque le silence, fait partie des romans préférés des lecteurs en mars 2022 d'après le magazine Femina. Il raconte les drames vécus par Cassandre.  En 2023, Julie Estève met en scène des textes adaptés de son roman, en jeu et en son, au théâtre L'étoile du nord à Paris.
En 2024, elle écrit un récit à quatre mains avec son amie, l'écrivaine Agnès Vannouvong, à propos de leurs différentes visites chez des voyants et énergéticiens. Tout ce que le ciel promet est publié chez Stock. Il raconte également leur amitié et la quête spirituelle de Julie Estève, qui tente de comprendre son histoire familiale. L'autrice fait en outre partie du jury du Prix Orange du Livre 2024.

### Vie privée
Elle vit à Paris avec son compagnon et son fils.

### Romans
- Moro-sphinx, Stock, 2016
- Simple, Stock, 2018
- Presque le silence, Stock, 2022
- Avec Agnès Vannouvong, Tout ce que le ciel promet, Seuil, 2024